# مرقد محمد وإبراهيم
مرقد محمد وإبراهيم (بالفارسية: امامزاده محمد و ابراهیم) هو مرقد شيعي تاريخي يعود إلى السلالة الصفوية، ويقع في فردوس.